# K. K. Downing

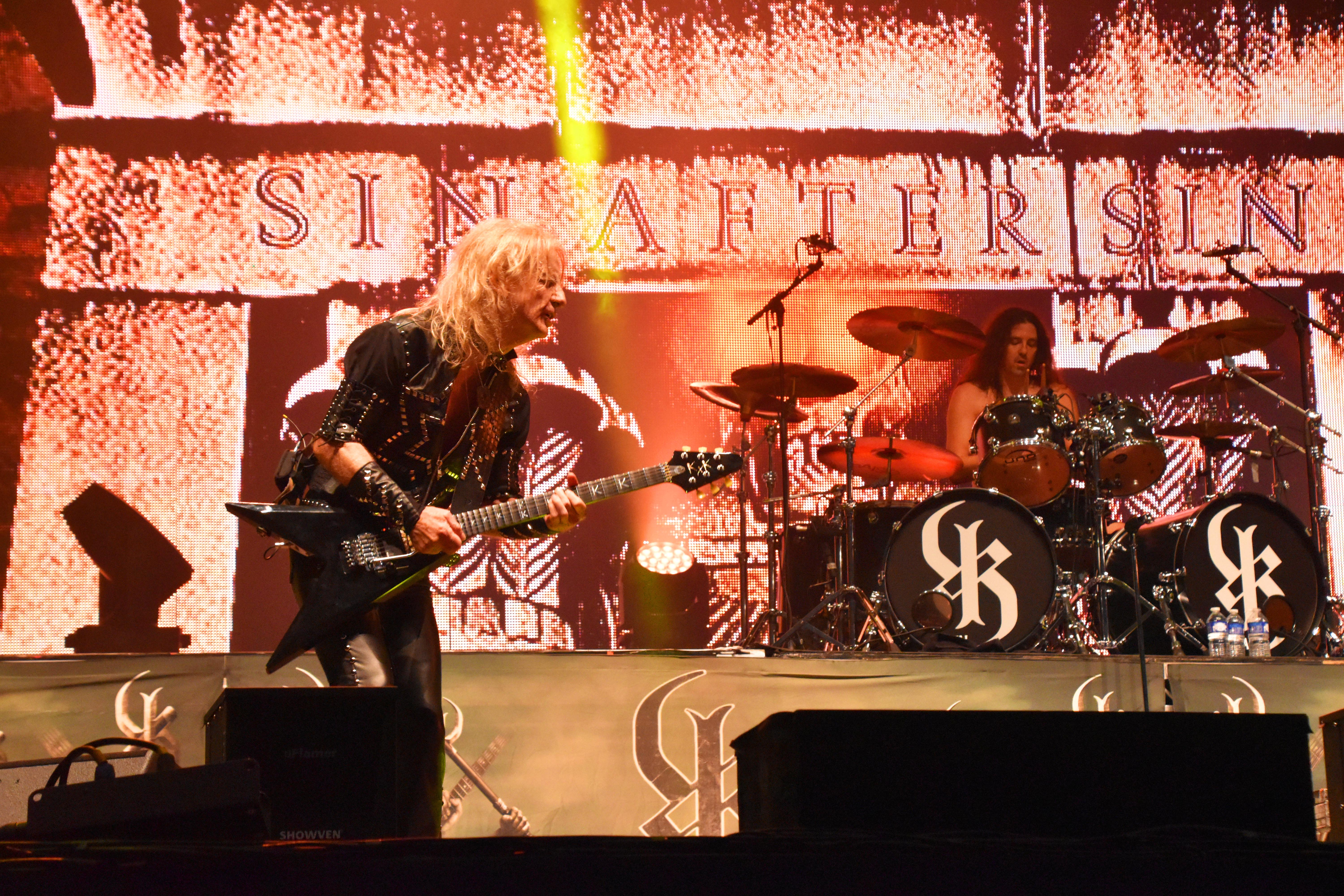
KK's Priest au Motocultor 2024.

Kenneth "K.K." Downing, (né le 27 octobre 1951 dans le West Bromwich en Angleterre), est un musicien britannique et membre fondateur du groupe heavy metal Judas Priest, dans lequel il a joué de 1969 à 2011.

## Sa jeunesse

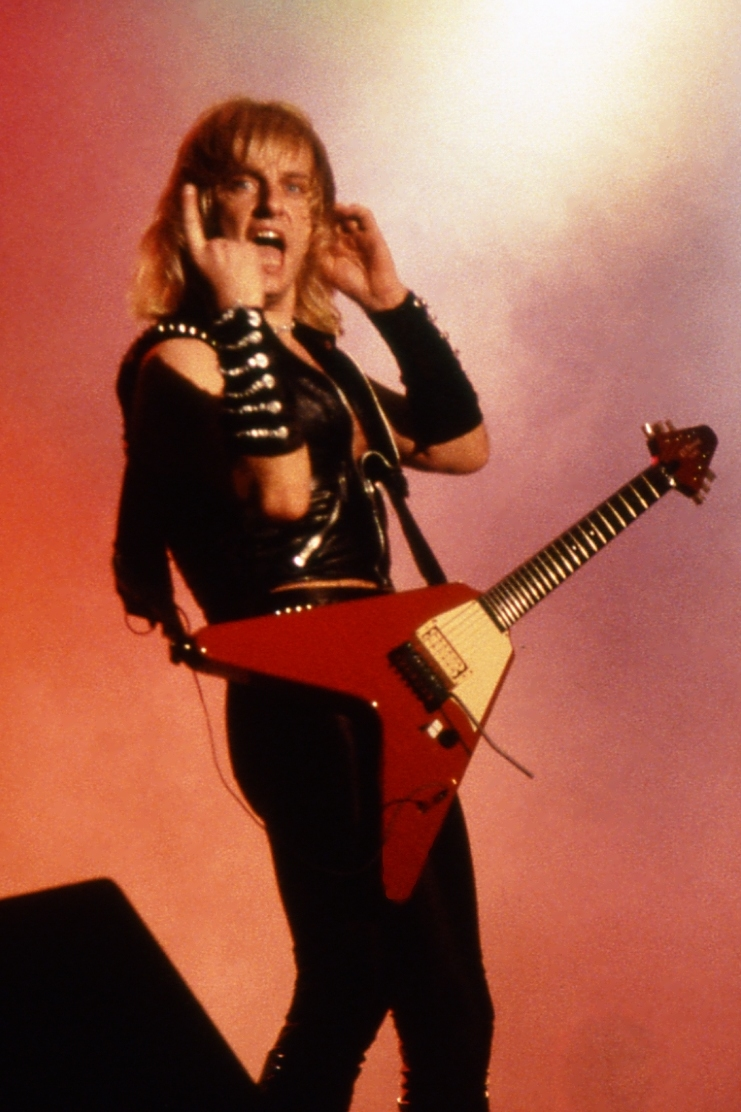
K. K. Downing.

Après une enfance relativement difficile, il se passionne à l'adolescence pour les groupes Cream et Jimi Hendrix Experience qu'il a d'ailleurs vus à plusieurs reprises à la fin des années soixante.
À quinze ans, il quitte l'école pour se consacrer entièrement à son seul but, la guitare. La première guitare électrique qu'il achète vers seize ans est un modèle à monter soi-même.
En 1968, il passe des auditions pour un groupe nommé Judas Priest qui cherche un guitariste. Le groupe refuse K.K. pour son jeu trop peu expérimenté et trop violent.

En 1969, ce Judas Priest arrête ses activités : K.K. apprenant la nouvelle, décide avec son ami bassiste Ian Hill de reprendre le nom du groupe. Le chanteur Al Atkins accepte de les rejoindre, ainsi que le batteur John Inch.
Le groupe écume les clubs et autres bars jusqu'en 1973, année où Judas Priest décide de recruter Rob Halford comme chanteur ainsi que Glenn Tipton comme second guitariste. Jusqu'en avril 2011, K.K. Downing n'a jamais quitté le groupe avec le succès qu'on lui connaît aujourd'hui.

## Carrière dans Judas Priest
K.K. Downing est un des deux guitaristes de Judas Priest. Il en est un des principaux compositeurs avec Glenn Tipton (guitariste solo lui aussi) et Rob Halford (chant).
Il annonce officiellement sa retraite le 20 avril 2011 avant la tournée d'adieu du groupe. Il est alors remplacé par Richie Faulkner.
En 2021, il sort l'album "Sermons Of The Sinner" avec son nouveau groupe KK's Priest dans lequel évoluent d'anciens musiciens de Judas Priest comme Les Binks et Tim Owens.

## Ses guitares
Il a utilisé de très nombreuses guitares au cours de sa carrière. Parmi celles-ci, on trouve, par ordre chronologique d'utilisation :

### Du début des années 1970 au milieu des années 1980
- 1964 Gibson Flying V Limited Edition
- 1970 Gibson Flying V
- 2 Fender Stratocasters

### Milieu des années 1980 et années 1990
- Custom Hamer Vector, Vector KK et KK Mini V guitares (retirées depuis 1998).

### Actuellement (depuis 2001)
- ESP Custom V guitar  (+ un modèle Kerry King)
- ESP Custom shop Black V
- Hamer Custom '64 Flying V Replica
- Hamer Special Custom shop KK
- Dan Johnson Custom built V (avec le trident de Judas Priest comme tête)
- Guitare électro-acoustique Washburn rouge (Glenn Tipton en utilise une noire).
- 2008 Kxk guitar Signature Model Downing[2]